# 大西洋油鯡
大西洋油鯡為輻鰭魚綱鲱形目鲱科的其中一種，分布於西大西洋區，從加拿大新斯科細亞省至美國佛羅里達州海域，棲息深度可達50公尺，體長可達50公分，棲息在沿海海域，成群活動，以浮游生物為食，可做為食用魚。

## 擴展閱讀
維基物種上的相關：大西洋油鯡
1. ↑  Carpenter, K.E.; Ralph, G. . The IUCN Red List of Threatened Species. 2015, 2015: e.T190134A16510462  [12 November 2021]. doi:10.2305/IUCN.UK.2015-4.RLTS.T190134A16510462.en .